# 세르빌리아 카이피오니스
세르빌리아 카이피오니스(라틴어: Servilia Caepionis 세르윌리아 카이피오니스[*], 기원전 100년 ~ 기원전 42년)는 로마 공화정 말기 사료에서 언급되는 몇 안 되는 로마 여성 가운데 한 명이다. 카이사르의 암살자로 유명한 마르쿠스 브루투스의 어머니이자 당대의 청렴한 정치가인 카토의 씨다른 누나이며, 율리우스 카이사르의 정부로 유명하다.

## 결혼
아버지는 퀸투스 세르빌리우스 카이피오, 어머니는 카토의 어머니이기도 한 리비아 드루사였다. 마르쿠스 유니우스 브루투스와 결혼하여 같은 이름의 아들을 낳았다. 마리우스파였던 남편 브루투스는 기원전 77년 술라의 숙청 때 폼페이우스에게 살해당했다. 기원전 62년에는 데키무스 유니우스 살리아누스와 재혼하여 딸을 세 명 낳았고 막내딸인 유니아 테르티아가 카이사르 암살의 주모자인 가이우스 카시우스와 결혼했다.

## 카이사르의 애인

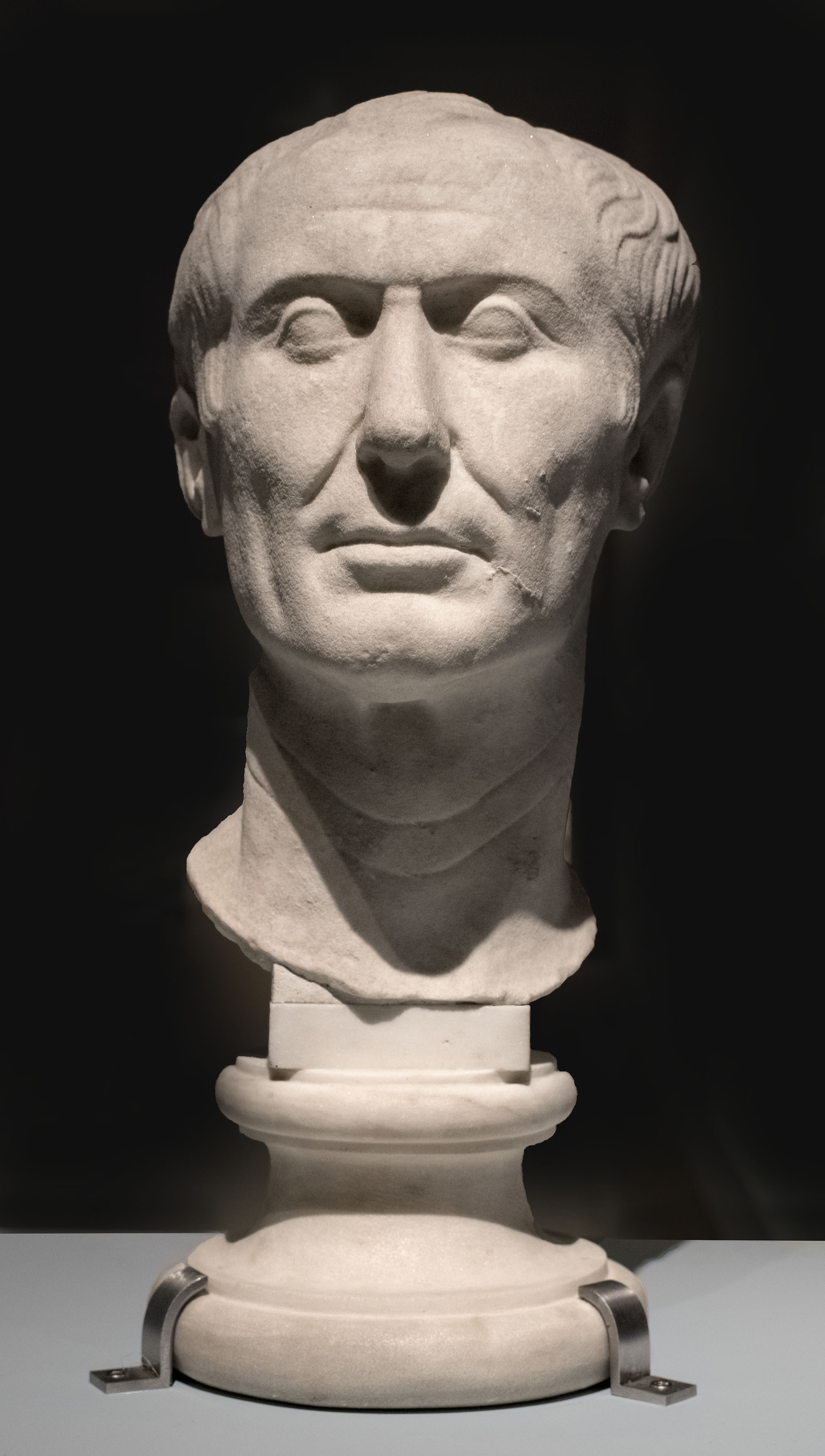
투스쿨룸의 카이사르의 흉상

그녀는 카이사르의 애인 중의 한 사람으로 유명했다.
기원전 63년 카틸리나의 역모 사건이 벌어졌을 때 카토는 카이사르가 역모의 배후 중의 한 사람이라 주장하며 카이사르를 공격한 일이 있었다. 그때 원로원에서 카이사르는 외부와 편지를 주고 받았는데 카토는 그 편지가 역모자들과의 내통의 증거라며 공격했다. 카이사르는 개인적인 편지라며 편지의 공개를 거부했는데 카토가 집요하게 추궁하자 결국 편지를 카토에게 주었다. 편지를 읽은 카토는 얼굴이 빨개지며 "이 바람둥이 같으니라구"하면서 편지를 카이사르에게 던졌다. 그 편지는 바로 카토의 씨다른 누나인 세르빌리아와 주고 받은 연애편지였던 것이다.
카이사르가 오랜 갈리아 전쟁을 끝내고 돌아왔을 때 세르빌리아에게 엄청나게 값비싼 흑진주를 선물했고 별장도 싼 값에 팔았다. 또한 내전이 벌어졌을 때 그녀는 원로원파로 카이사르에 대적한 자신의 아들 마르쿠스 브루투스의 안전을 특별히 카이사르에게 부탁했고 카이사르는 부하들에게 브루투스를 죽이지 말라고 명령했다. 파르살루스 전투 이후 카이사르는 브루투스를 보호하여 로마로 돌려보냈다.
세르빌리아와 카이사르 사이에서 여러 소문이 돌았다. 세르빌리아가 그녀의 딸을 카이사르에게 매춘 시켰다는 것과 셋째 딸 테르티아가 카이사르의 사생아라는 것이었다. 또한, 브루투스 역시 카이사르의 사생아라는 소문이 있었다. 하지만, 브루투스가 태어날 때 카이사르는 겨우 15살의 소년이었다.
브루투스가 첫번째 아내인 클라우디아와 이혼하고 세르빌리아의 이복남동생인 카토의 딸 포르키아와 결혼했을때, 카토의 반 카이사르 성향 때문에 결혼을 반대했다고 한다.

## 카이사르 암살
카이사르의 암살에 그녀도 공모했는지는 밝혀지지 않았지만 암살 후에 암살자들의 모임이 그녀의 집에서 있었다. 그렇지만 제2차 삼두정치가 결성된 이후 마르쿠스 안토니우스는 암살파를 숙청하면서도 그녀에게는 손을 대지 않았다. 안토니우스는 나중에 필리피 전투에서 패하고 아들 브루투스가 자살했을 때 시신을 화장하여 그녀에게 돌려보냈다. 그녀는 편안히 카이사르가 선물한 집에서 여생을 보내다가 자연사한 것으로 보인다.